# Приянка Ганди
Приянка Ганди (на английски: Priyanka Gandhi Vadra) е индийски политик, дъщеря на Раджив Ганди и Соня Ганди, внучка на Индира Ганди и правнучка на Джавахарлал Неру.
Завършва училище в Делхи и следва психология в „Университета на Делхи“.
Омъжена е за Робърт Вадра. Двамата имат две деца – Райхан и Мирая.
Наследник на много черти на харизматичната си баба – Индира Ганди, включително външни черти.